# ODESSA

ODESSA (нім. «Organisation Der Ehemaligen SS — Angehörigen», «Організація колишніх членів СС») — назва, яка часто вживається для позначення міжнародної нацистської організації-мережі, заснованої колишніми членами СС, що вціліли після Другої світової війни.
Метою цієї організації було встановлення зв'язку і сприяння відходу від переслідування (в тому числі, шляхом переправлення в інші країни і на інші континенти) тих колишніх есесівців, хто був оголошений в розшук органами правопорядку. В основному члени ODESSA прагнули покинути Німеччину, виїхавши до країн арабського Сходу чи Латинської Америки. Зв'язки групи охоплювали такі країни, як Аргентина, Єгипет, Бразилія, Німеччина, Італія, Швейцарія і Ватикан.
Члени групи допомогли знайти свій притулок Адольфу Ейхману, Йозефу Менгеле, Еріху Прібке, Аріберту Гайму, Едуарду Рошманну і багатьом іншим членам СС.
Оберштурмбанфюрер СС Отто Скорцені й деякі інші відомі нацисти підозрювалися у зв'язках з цією організацією, але зв'язок так і не був доведений.
У 1974 році вийшов художній фільм «Досьє ОДЕССА», поставлений за однойменною книгою Фредеріка Форсайта.